# کریستین برگس
کریستین برگس (انگلیسی: Christian Burgess؛ زادهٔ ۷ اکتبر ۱۹۹۱) بازیکن فوتبال اهل بریتانیا است.
از باشگاه‌هایی که در آن بازی کرده‌است می‌توان به باشگاه فوتبال میدلزبرو، باشگاه فوتبال پورتسموث، باشگاه فوتبال پیتربورو یونایتد، و باشگاه فوتبال هارتل پول یونایتد اشاره کرد.